# THE BACK HORN (アルバム)
『THE BACK HORN』（ザ・バックホーン）は、THE BACK HORNの6枚目のフルアルバム。2007年5月23日発売。本作はDVD付の初回限定盤が発売されておらず、通常盤CDのみである。

## 収録曲
全作曲・編曲：THE BACK HORN
1. 敗者の刑
作詞：松田晋二
2. ハロー
作詞：菅波栄純
3. 美しい名前
作詞：菅波栄純
15thシングル。
4. 舞姫
作詞：菅波栄純
『BEST THE BACK HORN』にも収録。
5. フリージア
作詞：菅波栄純
6. 航海
作詞：山田将司
7. 虹の彼方へ
作詞：岡峰光舟
15thシングルC/W。
8. シアター
作詞：松田晋二
9. 負うべき傷
作詞：岡峰光舟
10. 声
作詞：松田晋二
14thシングル。
11. 理想
作詞：松田晋二
12. 枝
作詞：松田晋二

## 演奏
- THE BACK HORN
  - Handclaps (#4)
  - Chorus (#6)
- 山田将司
  - Vocal
  - Claves (#4)
  - Piano (#6)
  - Keyboards (#8)
- 菅波栄純
  - Guitar
  - Piano (#1)
  - Acoustic Guitar (#2.4.7.8.12)
  - Keyboards (#2)
  - 12 Strings Acoustic Guitar (#4)
  - Gut Guitar (#4.8.10)
- 岡峰光舟
  - Bass
  - Ukulele (#4)
  - Fretless Bass (#5.7)
- 松田晋二
  - Drums
  - Tambourine (#2.4.6.8)
- 林憲一
  - Gut Guitar, Castanet (#4)
  - Piano (#6)
- 安藤広一：Hammond (#5)
- Anna Jan：Murmur (#5)